# Mienerita debilis
Mienerita debilis is een slakkensoort uit de familie van de Neritidae. De wetenschappelijke naam van de soort is voor het eerst geldig gepubliceerd in 1840 door Dufo.